# Aleksandar Mitreski
Aleksandar Mitreski (mazedonisch Алескандар Митрески; * 5. August 1980 in Ohrid) ist ein ehemaliger mazedonischer Fußballspieler, der auch die Schweizer Staatsangehörigkeit besitzt.

## Karriere
Mitreski wuchs in der Schweiz auf und begann beim SC Ittigen, einem Berner Vorortklub, mit dem Fußballspielen. Als 12-Jähriger wechselte er in die Juniorenabteilung des BSC Young Boys. Dort wurde er 1999 in die erste Mannschaft übernommen, die aber gleich in seinem ersten Jahr zum zweiten Mal nach 1997 in die Nationalliga B absteigen musste. Erst zwei Jahre später gelang der Wiederaufstieg in die Nationalliga A. 2002 wurde er dann vom Grasshopper Club Zürich für eine Ablösesumme von 1 Million Schweizer Franken als defensiver Mittelfeldspieler verpflichtet, spielte letztlich aber als Innenverteidiger. Am Ende der Saison stand für den Verein der Gewinn der Meisterschaft. In den folgenden Jahren war der Schweizer Rekordmeister in der Liga nicht so erfolgreich, immerhin stand Mitreski 2004 noch im Pokalfinale und spielte 2005/06 in der UEFA-Cup-Gruppenphase.
Zur Saison 2006/07 wechselte der Mazedonier zum deutschen Zweitligisten 1. FC Köln, wo er zwei Jahre lang Stammspieler war. Allerdings wechselte er nach dem Aufstieg der Kölner in die 1. Bundesliga am 1. September 2008 in zurück in die 2. Bundesliga zum 1. FC Nürnberg. Hier unterschrieb er einen Einjahresvertrag. Anlass für die späte Verpflichtung war, dass sich der Nürnberger Kapitän Andreas Wolf im ersten Saisonspiel einen Kreuzbandriss zugezogen hatte. Allerdings kam Mitreski in der Saison 2008/09 auf nur zwei Einsätze, als er am vierten und am fünften Spieltag durchspielte. Beide Partien fanden auswärts statt, so dass er im eigenen Stadion nie zu sehen war. Hauptgrund für die wenigen Einsätze war eine langwierige Verletzung. Mitte Mai 2009 wurde bekannt gegeben, dass Mitreski den Verein zum Saisonende verlassen wird.
Zur Saison 2009/10 wechselte Mitreski zum Schweizer Erstligisten FC Sion, wurde dort aber bereits Anfang April 2010 fristlos entlassen, nachdem er in der Nacht vor einem Punktspiel gemeinsam mit seinen Mannschaftskameraden António dos Santos und Aleksandar Prijović ein Casino besucht hatte.
Zur Rückrunde der Saison 2010/11 wechselte Mitreski zum Schweizer Zweitligisten FC Aarau, welcher ihn bis mindestens zum Saisonende verpflichtet.
Kurz nachdem sein Vertrag im Sommer 2011 in Aarau ausgelaufen ist, beendete er seine aktive Karriere.

## Nationalmannschaft
Mitreski war langjähriger mazedonischer Nationalspieler. Ab 2003 kam er regelmäßig im Nationaltrikot zum Einsatz. Das letzte Mal zum Einsatz kam er Anfang 2008 im Spiel gegen Serbien (Endstand 1:1). Er bestritt 34 Länderspiele, konnte dabei allerdings kein Tor erzielen.

## Erfolge
- 1 × Schweizer Meister, 2003 mit dem Grasshopper Club Zürich
- 1 × Aufstieg in die Nationalliga A, 2001 mit dem BSC Young Boys
- 2 × Aufstieg in die 1. Bundesliga, 2008 mit dem 1. FC Köln und 2009 mit dem 1. FC Nürnberg